# La Seca
La Seca è un comune spagnolo di 1 051 abitanti situato nella comunità autonoma di Castiglia e León.